# Acanthocleithron chapini
Acanthocleithron chapini är en fiskart som beskrevs av Nichols och Griscom, 1917. Acanthocleithron chapini ingår i släktet Acanthocleithron och familjen Mochokidae. IUCN kategoriserar arten globalt som livskraftig. Inga underarter finns listade i Catalogue of Life.